# Drag City
Drag City ist ein in Chicago ansässiges Independent-Label, das 1989 von Dan Koretzky und Dan Osborn gegründet wurde. Drag City ist spezialisiert auf experimentelle Indie-Rock- und Folk-Interpreten. Die Veröffentlichungen werden in Deutschland über Rough Trade vertrieben.

## Auswahl der Interpreten
- Alasdair Roberts
- Baby Dee
- Bill Callahan / Smog
- Cynthia Dall
- David Grubbs
- Edith Frost
- Espers
- Faun Fables
- Flying Saucer Attack
- Gary Higgins
- Ghost
- Half Japanese
- Jim O’Rourke
- Joanna Newsom
- Loose Fur
- Monotonix
- Movietone
- Neil Hamburger
- Neil Michael Hagerty
- Papa M
- Pavement
- Royal Trux
- RTX
- Silver Jews
- Six Organs of Admittance
- U.S. Maple
- Mayo Thompson
- Weird War
- White Magic
- Will Oldham